# Hinton Martell
Hinton Martell är en by i civil parish Hinton, i kommunen Dorset, i Storbritannien. Den ligger i grevskapet Dorset och riksdelen England, i den södra delen av landet, 150 km sydväst om huvudstaden London. Hinton Martell var en civil parish fram till 2015 när blev den en del av Hinton. Civil parish hade 368 invånare år 2001. Byn nämndes i Domedagsboken (Domesday Book) år 1086, och kallades då Hinetone.